# Маркус, Микулаш
Микулаш Маркус (словац. Mikuláš Markus; 27 июня 1897, Малинец — 31 января 1967, Ружомберок) — словацкий военачальник в период марионеточного прогерманского правительства Йозефа Тисо (1939—1944), генерал чехословацкой армии. Участник Словацкого национального восстания.

## Биография
Родился 27 июня 1897 года в Малинце. Родители: Мориц Маркус и Анна Маркусова (в девичестве Гажова). Супруга: Анна Маркусова (в девичестве Медзиградская).
В октябре 1915 года был призван в армию и 15 октября был переведен в 5-ю запасную роту 29-го полевого батальона егерей в Люценце, где был направлен в школу офицеров запаса. В июле 1916 года был направлен на Восточный фронт в качестве командира взвода, в сентябре 1917 года был тяжело ранен и находился на лечении в госпитале до 13 июня 1918 года. В июне 1918 года в качестве командира штурмовой роты был направлен на итальянский фронт, где находился до октября 1918 года.
После окончания войны он демобилизовался, намереваясь учиться в Лесном колледже в Банске-Штьявнице, но финансовые обстоятельства не позволили ему это сделать. 
Окончил школу офицеров запаса, с 1919 года служил в чехословацкой армии. В 1939 году возглавил школу офицеров запаса в Банске-Бистрице.
На следующий день после создания Словацкого государства он принял командование 10-й дивизией в Банске-Бистрице. После вторжения в СССР в июне 1941 года он отправился в составе 3-го пехотного полка на Восточный фронт, где находился до 4 декабря 1941 года. 8 декабря 1941 года, вернувшись в Словакию, принял командование 3-м пехотным полком в Зволене. 16 сентября 1942 года он вновь отправился на Восточный фронт, где до начала апреля 1943 года служил командиром 20-го мотопехотного полка в составе дивизии «Рапид».
В июле 1944 года стал одним из первых солдат словацких дивизий с Восточного фронта, установивших контакт с руководителями Словацкого национального восстания. В звании полковника участвовал в восстании, командуя сначала 4-й тактической группой «Мурань», а потом (с 23 октября) 3-й тактической группой «Герлах». Вёл бои со своей группой на подступах к Зволену и Банске-Бистрице. Командовал 4-й отдельной чехословацкой пехотной бригадой при 1-м Чехословацком армейском корпусе.
Руководил 3-й военной областью на Мораве. После войны подвергся политическим преследованиям, вышел на пенсию и продолжил работать уже как глава лесного хозяйства в городе Липтовски-Микулаш. Скончался 31 января 1967 года.
Награждён Орденом Словацкого национального восстания 1 степени (1945), Чехословацким военным крестом 1939 года и медалью «За заслуги» 1 степени. В его честь с 2007 года был переименован Михаловецкий 22-й механизированный батальон.